# Calathocratus beieri
Espèce
Calathocratus beieri est une espèce d'opilions dyspnois de la famille des Trogulidae.

## Distribution
Cette espèce est endémique de la province de Mersin en Turquie. Elle se rencontre vers Namrun.

## Description
Le mâle holotype mesure 4,73 mm et la femelle paratype 5,06 mm.

## Systématique et taxinomie
Cette espèce a été décrite par Gruber en 1968.

## Étymologie
Cette espèce est nommée en l'honneur de Max Beier.

## Publication originale
- Gruber, 1968 : « Ergebnisse zoologischer Sammelreisen in der Türkei: Calathocratus beieri, ein neuer Trogulidae aus Anatolien (Opiliones, Arachnida). » Annalen des Naturhistorischen Museums in Wien, vol. 72, p. 435–441.